# 松園町 (名古屋市)
松園町（まつそのちょう）は、愛知県名古屋市瑞穂区の地名。現行行政地名は松園町1丁目及び松園町2丁目。住居表示未実施地域。

## 地理
名古屋市瑞穂区南部に位置する。東は市丘町、西は洲山町、南は弥富通、北は山下通に接する。

## 歴史

### 地名の由来
江戸時代、松林だった場所を畑として開発したことによるという。

### 沿革
- 1952年（昭和27年）9月1日 - 瑞穂区弥富町字中河原・黒州雲・市ノ正・西流・釜塚および瑞穂町字山田の各一部により、同区松園町1〜2丁目として成立[1]。

## 世帯数と人口
2019年（平成31年）3月1日現在の世帯数と人口は以下の通りである。
| 町丁   | 世帯数  | 人口    |
| ------ | ------- | ------- |
| 松園町 | 479世帯 | 1,024人 |

### 人口の変遷
国勢調査による人口の推移
| 1955年（昭和30年） | 467人   | [ 9 ]  |  |
| 1960年（昭和35年） | 1,046人 | [ 10 ] |  |
| 1965年（昭和40年） | 1,166人 | [ 10 ] |  |
| 1970年（昭和45年） | 1,234人 | [ 11 ] |  |
| 1975年（昭和50年） | 1,109人 | [ 11 ] |  |
| 1980年（昭和55年） | 970人   | [ 12 ] |  |
| 1985年（昭和60年） | 929人   | [ 12 ] |  |
| 1990年（平成2年）  | 978人   | [ 13 ] |  |
| 1995年（平成7年）  | 983人   | [ 14 ] |  |
| 2000年（平成12年） | 960人   | [ 15 ] |  |
| 2005年（平成17年） | 945人   | [ 16 ] |  |
| 2010年（平成22年） | 920人   | [ 17 ] |  |

## 学区
市立小・中学校に通う場合、学校等は以下の通りとなる。また、公立高等学校に通う場合の学区は以下の通りとなる。
| 番・番地等 | 小学校               | 中学校               | 高等学校 |
| ---------- | -------------------- | -------------------- | -------- |
| 全域       | 名古屋市立弥富小学校 | 名古屋市立萩山中学校 | 尾張学区 |

## 施設

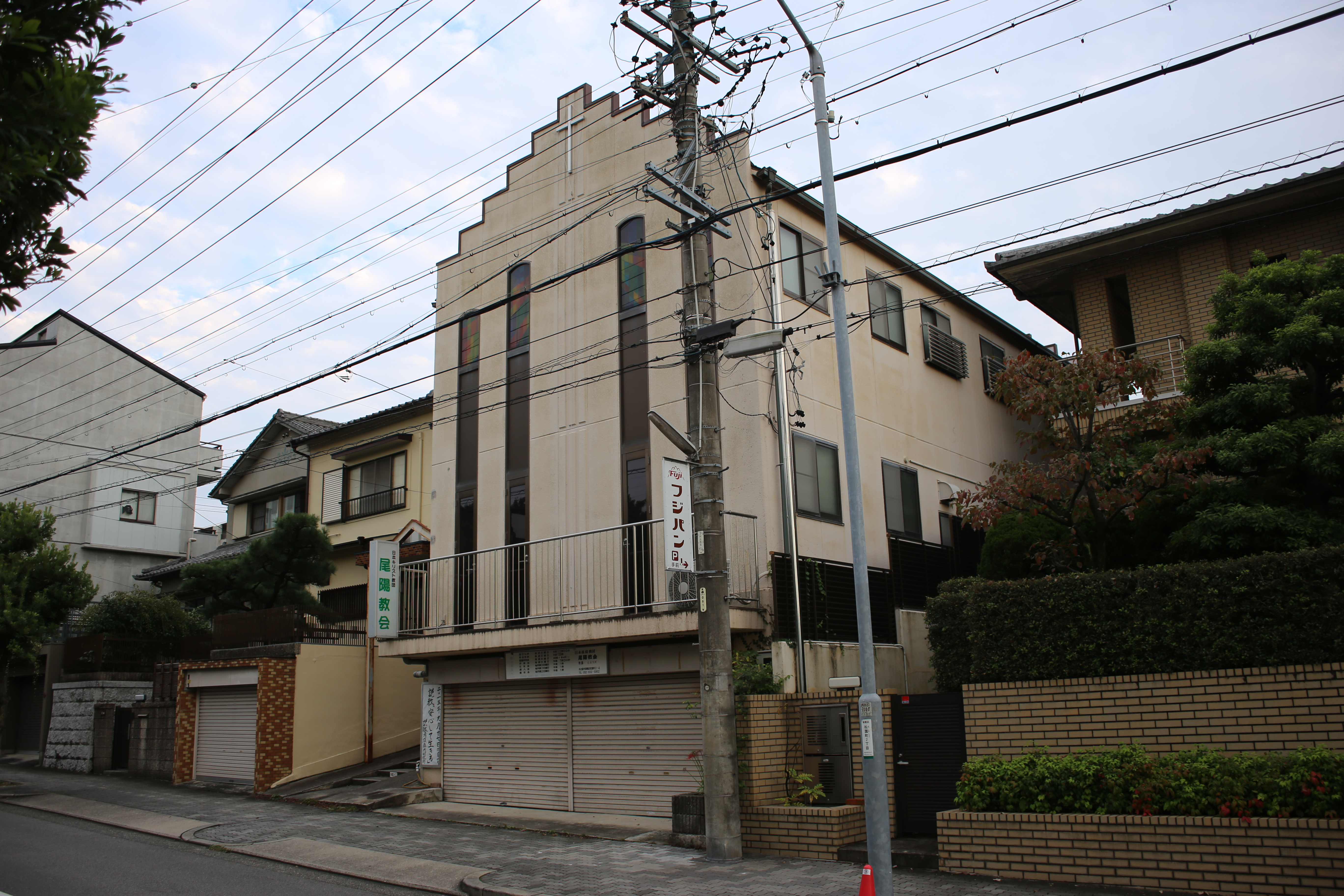
日本基督教団尾陽教会（2015年9月）

- フジパン本社[7]北緯35度7分9秒 東経136度56分36秒 / 北緯35.11917度 東経136.94333度
- 日本基督教団尾陽教会[7]北緯35度7分12.9秒 東経136度56分37.4秒 / 北緯35.120250度 東経136.943722度

## 史蹟
- 松園町遺跡[8]

## その他

### 日本郵便
- 郵便番号 : 467-0065[4]（集配局：瑞穂郵便局[20]）。